# PRPF18
PRPF18 (англ. Pre-mRNA processing factor 18) – білок, який кодується однойменним геном, розташованим у людей на 10-й хромосомі. Довжина поліпептидного ланцюга білка становить 342 амінокислот, а молекулярна маса — 39 860.
| 10         |  | 20         |  | 30         |  | 40         |  | 50         |
| ---------- |  | ---------- |  | ---------- |  | ---------- |  | ---------- |
| MDILKSEILR |  | KRQLVEDRNL |  | LVENKKYFKR |  | SELAKKEEEA |  | YFERCGYKIQ |
| PKEEDQKPLT |  | SSNPVLELEL |  | AEEKLPMTLS |  | RQEVIRRLRE |  | RGEPIRLFGE |
| TDYDAFQRLR |  | KIEILTPEVN |  | KGLRNDLKAA |  | LDKIDQQYLN |  | EIVGGQEPGE |
| EDTQNDLKVH |  | EENTTIEELE |  | ALGESLGKGD |  | DHKDMDIITK |  | FLKFLLGVWA |
| KELNAREDYV |  | KRSVQGKLNS |  | ATQKQTESYL |  | RPLFRKLRKR |  | NLPADIKESI |
| TDIIKFMLQR |  | EYVKANDAYL |  | QMAIGNAPWP |  | IGVTMVGIHA |  | RTGREKIFSK |
| HVAHVLNDET |  | QRKYIQGLKR |  | LMTICQKHFP |  | TDPSKCVEYN |  | AL         |

A: Аланін

C: Цистеїн

D: Аспарагінова кислота

E: Глутамінова кислота

F: Фенілаланін

G: Гліцин

H: Гістидин

I: Ізолейцин

K: Лізин

L: Лейцин

M: Метіонін

N: Аспарагін

P: Пролін

Q: Глутамін

R: Аргінін

S: Серин

T: Треонін

V: Валін

W: Триптофан

Задіяний у таких біологічних процесах, як процесинг мРНК, сплайсинг мРНК, ацетилювання, альтернативний сплайсинг. 
Локалізований у ядрі.